# Sobhita Dhulipala
Sobhita Dhulipala, née le 31 mai 1992, est une actrice indienne qui travaille dans des films et des émissions de télévision en hindi. Elle remporte le titre de Femina Miss India Earth 2013 au concours Femina Miss India 2013 et représente l'Inde à Miss Earth 2013. Dhulipala fait ses débuts d'actrice dans Raman Raghav 2.0 (2016) d'Anurag Kashyap et joue ensuite le rôle principal dans la série dramatique d'Amazon Prime Video Made in Heaven (2019-2023)
Dhulipala joue ensuite dans les films télougou : Goodachari (2018) et Major (2022), les films malayalam : Moothon (2019) et Kurup (2021), l'épopée tamoule en deux parties : Ponniyin Selvan : I (2022) et Ponniyin Selvan : II (2023), et la série de thrillers policiers The Night Manager (2023). Elle s'est lancée dans le cinéma américain avec le thriller d'action Monkey Man (2024).

## Biographie
Sobhita Dhulipala est née le 31 mai 1992, à Tenali, Andhra Pradesh dans une famille brahmane télougou,. Son père, Venugopal Rao, est un ingénieur de la marine marchande et sa mère, Santha Kamakshi, était institutrice. Elle grandit à Visakhapatnam puis déménage à Mumbai toute seule à l'âge de seize ans et fréquente ensuite le H.R. College of Commerce and Economics de l' Université de Mumbai pour étudier le droit des sociétés,. Elle est également une danseuse classique formée en Kuchipudi et Bharatanatyam,. Dhulipala est couronnée reine de la marine lors du bal annuel de la marine en 2010.
Une amie d'université de Dhulipala était stagiaire au Miss Office et lui suggère de passer une audition pour le prochain concours. Se décrivant comme une « geek » et déclare qu'elle souhaite une validation, Dhulipala entre avec l'intention de ne réussir que le premier tour pour prouver à ses amis qu'elle en était capable.
Par la suite, elle représente l'Inde à Miss Earth 2013, aux Philippines, mais n'a pas pu terminer dans le top 20, décrochant à la place les sous-titres de Miss Photogénique, Miss Beauté, Miss Talent et Miss Beau visage. Elle a également figuré dans le calendrier Kingfisher 2014.

## Carrière d'actrice

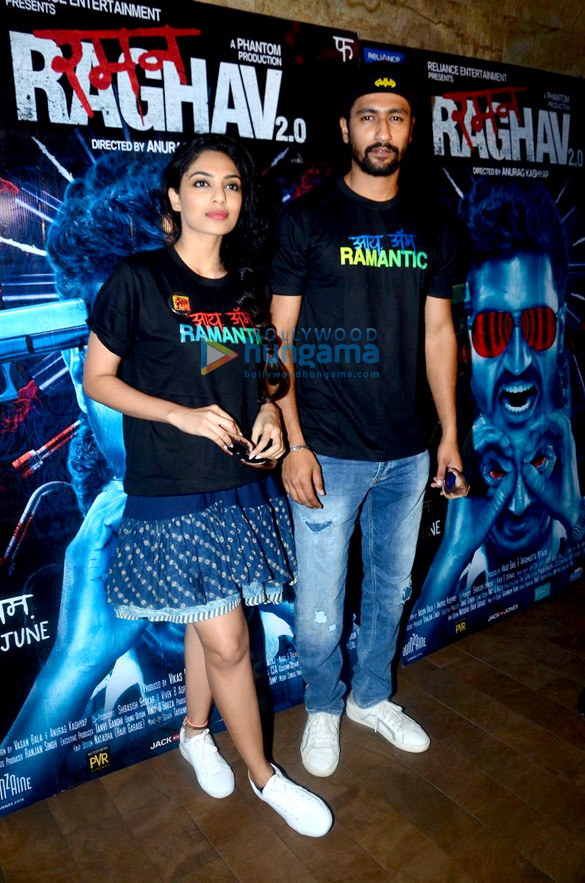
Sobhita Dhulipala et Vicky Kaushal à la présentation du film "Raman Raghav 2.0".

Dhulipala fait ses débuts au cinéma aux côtés de Vicky Kaushal dans Raman Raghav 2.0 en 2016 et signe également un contrat de trois films avec Phantom Films en juillet 2016,. Pour son rôle dans le film, elle est nommée par la critique pour le prix du meilleur second rôle à la Quinzaine des réalisateurs au Festival de Cannes 2016. Début août 2016, elle signe deux films, Kaalakaandi réalisé par Akshat Verma et Chef réalisé par Raja Menon, les deux avec Saif Ali Khan,. En 2018, Dhulipala est apparue dans son premier film télougou Goodachari avec Adivi Sesh, jouant une diplômée en psychologie.
En 2019, Dhulipala interprète Tara, une organisatrice de mariage dans la série originale d' Amazon Prime, Made In Heaven, dans laquelle The Hindu qualifie son « portrait à plusieurs niveaux et empathique de remarquable ». Elle est également apparue dans un rôle central dans Bard of Blood, une série de thrillers d'espionnage fictifs indiens Netflix, basée sur le roman d'espionnage de 2015 du même nom, en tant qu'agent d'une agence de renseignement. Dhulipala fait ses débuts dans le cinéma malayalam avec le long métrage de Geetu Mohandas, Moothon, aux côtés de Nivin Pauly, la même année,. Son dernier travail de l'année est le film hindi The Body aux côtés d'Emraan Hashmi.
Elle joue une femme enceinte dans l'anthologie Ghost Stories. En 2021, Dhulipala apparait dans Kurup. En 2022, Dhulipala joue un invité coincé dans l'hôtel, dans le film biographique hindi-télougou Major.
Dhulipala apparrait dans le film d'époque de Mani Ratnam Ponniyin Selvan : I et sa suite Ponniyin Selvan : II, dans le rôle de Vaanathi,. Elle apparait ensuite aux côtés d'Anil Kapoor et d'Aditya Roy Kapur dans deux saisons de The Night Manager . Pour la série, elle remporte le prix ITA de la meilleure actrice - populaire (OTT). Dhulipala reprend ensuite Tara dans la deuxième saison de Made In Heaven.
En 2024, Dhulipala se lance dans le cinéma américain en incarnant une escorte dans le premier film de Dev Patel, Monkey Man, dans lequel il a également joué. Elle avait auditionné pour le rôle avant ses débuts au cinéma et avait reçu un appel de Patel en 2019 lui déclarant qu'elle serait « parfaite pour le rôle dès qu'il aurait vu son audition ». Dans une critique mitigée, Adrian Horton du Guardian décrit Dhulipala comme « séduisante » mais déplore le manque de caractérisation de son rôle,.

## Vie privée
Le 8 août 2024, Dhulipala se fiance à l'acteur Naga Chaitanya, après une relation de trois ans,.